# بورس استانبول

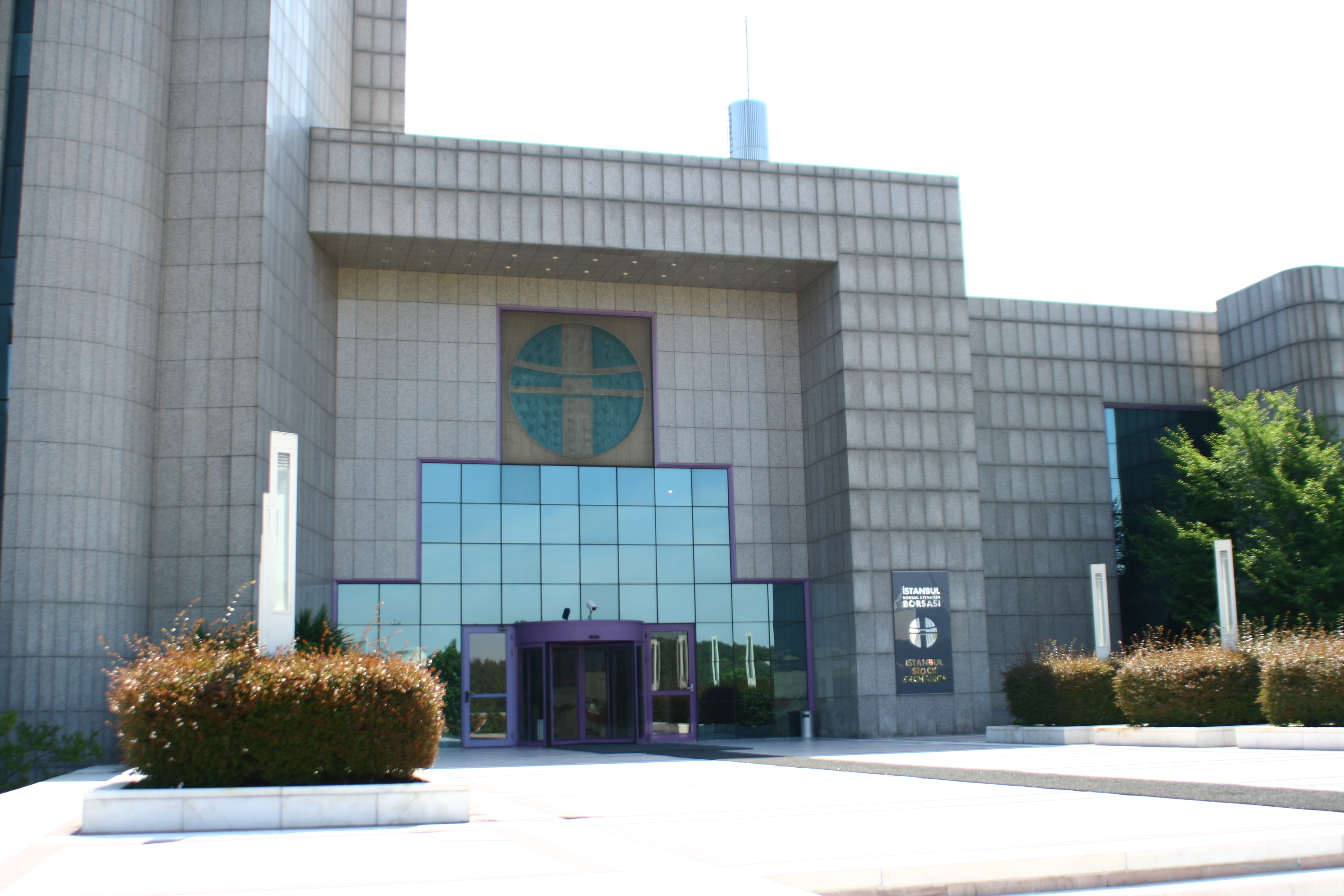
ساختمان بورس استانبول

بورس استانبول (به انگلیسی: Borsa Istanbul) بازار بورس اوراق بهادار ترکیه است، که در آوریل ۲۰۱۳ با ادغام بورس اوراق بهادار استانبول و بورس معاملات آتی استانبول، راه‌اندازی شد و فعالیتش را با سرمایه اولیه ۲۴۰ میلیون دلار آغاز نمود.
ریشه‌های تأسیس این بازار بورس، به سال ۱۹۸۵ و راه‌اندازی بورس اوراق بهادار استانبول باز می‌گردد. امروزه سهام ۳۷۱ شرکت در بورس استانبول دادوستد می‌شود و ارزش بازاری معادل ۴۱۱٫۶۵ میلیارد لیره ترک، را دارا می‌باشد. محل مرکزی بازار بورس استانبول، در ساری‌یر، استانبول مستقر می‌باشد.